# Sitz (Politik)
Ein Sitz ist innerhalb eines Parlamentes oder Ausschusses ein Platz, den eine Person (Mandatsträger, Abgesandter etc.) innehat, die an Plenen sowie Abstimmungen und ggs. am Gesetzgebungsprozess teilnimmt. In vielen Parlamenten sind die Sitze innerhalb einer Gruppe oder einer Fraktion geordnet, d. h., sie sitzen zusammen und bilden Flügel (z. B. linker Flügel). 
Eine Sitzverteilung ergibt sich in Parlamenten aufgrund von Wahlen.
Der Sitz ist bis zum Ende einer Legislaturperiode zugesichert, außer wenn die Person zurücktritt oder verstirbt.
Des Weiteren hat in Deutschland, Österreich und der Schweiz jeder Minister automatisch einen Sitz im Kabinett einer Regierung auf Landes- oder Bundesebene.

## Anmerkung
1. ↑  Mit „Ausschuss“ ist hier nicht nur der Parlamentarische Ausschuss gemeint. Es können bspw. Verbände, Gewerkschaften und Interessensgruppen Ausschüsse bilden.